# Convoy, Ohio
Convoy är en ort i Van Wert County, Ohio, USA. 